# Lennart Carleson
Lennart Carleson (n. 18 martie 1928, Stockholm, Suedia) este un matematician  câștigător al Premiului Abel în .